# فرودگاه ساونلینا
فرودگاه ساوُنلینا (به انگلیسی: Savonlinna Airport) (به زبان بومی: Savonlinnan lentoasema) یک فرودگاه همگانی مسافربری با کد یاتا SVL است که یک باند فرود آسفالت دارد و طول باند آن ۲۳۰۰ متر است. این فرودگاه در کشور فنلاند قرار دارد و در ارتفاع ۹۵ متری از سطح دریا واقع شده است.

## شرکت‌های هواپیمایی و مقصدهای پروازی
| شرکت‌های هواپیمایی     | مقصدهای پروازی |
| --------------------- | -------------- |
| بوداپست ایرکرفت سرویس | هلسینکی (PSO)  |